# Итальянская социалистическая партия пролетарского единства
Итальянская социалистическая партия пролетарского единства (ИСППЕ; Partito Socialista Italiano di Unità Proletaria, PSIUP) — левосоциалистическая политическая партия в Италии, существовавшая с 1964 по 1972 годы.

## История
ИСППЕ была образована 12 января 1964 года представителями левого течения, вышедшего из Итальянской социалистической партии (ИСП) в знак протеста против реформистской политики её лидеров. Ранее сама ИСП носила аналогичное наименование (ИСППЕ) в 1943—1947 годах после слияния с Движением пролетарского единства за социалистическую республику Лелио Бассо. Он вошёл и в новую ИСППЕ, которую возглавил Туллио Веккьетти. Другими ведущими членами были Витторио Фоа, Лючио Либертини, Эмилио Люссу, Франческо Качиаторе Детто Чеккино и Дарио Валори. В 1971 году ИСППЕ насчитывала 182 тысяч членов.
Новая партия привлекла тех социалистических активистов, которые были недовольны тесным сотрудничеством между ИСП и буржуазными партиями, в первую очередь христианской демократией. Вместо этого основатели ИСППЕ ратовали за сотрудничество с левыми силами, прежде всего Итальянской коммунистической партией (ИКП). Идеологически партия располагалась между ИСП и ИКП, а во внешней политике ИСППЕ выступила за активный нейтралитет Италии и выход из НАТО. Поддерживала студенческие и рабочие протесты 1968—1969 годов.
После неутешительных результатов выборов ИСППЕ раскололась. 13 июля 1972 года на чрезвычайном IV съезде большинство (67 %), во главе с Либертини, Валори и Веккьетти, приняло решение о самороспуске и вступлении его членов в ИКП. Правое (умеренное) меньшинство (9 %) во главе с Джузеппе Аволио, Николой Корретто и Винченцо Гатто присоединилось к ИСП. Левое меньшинство (23,8 %), возглавляемое Фоа и Сильвано Миньяти, продолжало работать под названием Новая ИСППЕ.
К Новой ИСППЕ присоединились профсоюзные деятели Элио Джованнини, Антонио Леттьери и Гастоне Склави, а также сенатор Данте Росси. Она издавала журнал «Unità Proletaria», выходивший раз в две недели. В декабре 1972 года после объединения с левохристианским движением «Alternativa Socialista» Джованни Руссо Спена и Доменико Джерволино Новая ИСППЕ создала Партию пролетарского единства (PdUP), которая, в свою очередь, создаст радикальную левую коалицию «Пролетарская демократия».
Внутри ИСППЕ работали троцкистские группы, например, посадистская фракция в период с 1965 по 1967 год публиковала Bollettino della sinistra rivoluzionaria del PSIUP. На эмблеме партии был изображён серп и молот на фоне земного шара.

## Результаты выборов
| Палата депутатов |                          |                                |                             |      |             |
| Год выборов      | Общее количество голосов | % от общего количества голосов | Количество депутатских мест | +/-  | Лидер       |
| 1968             | 1,414,697 (# 5)          | 4.5                            | 23 из 630                   | —    | Лелио Бассо |
| 1972             | 648 591 (№ 8)            | 1,9                            | 0 из 630                    | ▼ 23 | Лелио Бассо |

| Сенат Республики |                          |                                |                             |     |             |
| Год выборов      | Общее количество голосов | % от общего количества голосов | Количество депутатских мест | +/- | Лидер       |
| 1968             | с коммунистами           | -                              | 13 из 315                   | —   | Лелио Бассо |
| 1972             | с коммунистами           | -                              | 11 из 315                   | ▼ 2 | Лелио Бассо |

## Секретари
- Туллио Веккьетти (январь 1964 г. — сентябрь 1971 г.)
- Дарио Валори (октябрь 1971 — июль 1972)

## Известные члены
- Джузеппе Импастато — активист партии на Сицилии, борец против мафии, был убит 9 мая 1978 года